# Роза Папо
Роза Папо (серб. Роза Папо; 1914–1984) — югославська лікарка-інфекціоніст, генерал-майор санітарної служби Югославської Народної Армії.

## Біографія
Народилася 6 лютого 1914 року в Сараєво. Медичну освіту здобула у Загребі у 1939 році. До Другої світової війни працювала гінекологом у лікарнях Сараєво, Беговому Ханові і Олові.
Після окупації Королівства Югославії в 1941 році вона встановила зв'язки з загонами національно-визвольного руху в Озрені. У грудні 1941 року приєдналася до Озренського партизанського загону, де керувала медичною службою. Потім керувала медслужбою Верховного штабу.
У березні 1943 року, після евакуації поранених з монастиря Ловница і міста Шековичі, організовує велику лікарню в селі Нижня Трнова, код Углєвика.
Після війни, продовжила професійну медичну кар'єру в Югославській армії. Стала першим керівником Інфекційної лікарні (1961) при Військово-медичній академії, а з 1965 року отримала звання професора інфекційних захворювань. Був головою Головної військово-лікарські комісії ВМА.
Отримала звання генерал-майора санітарної служби Югославської армії. Разом з доктором Славою Блажевич, була однією з двох жінок з генералским званням в Югославській народної армії.
Померла 25 лютого 1984 року в Белграді.
Нагороджена Партизанським пам'ятним знаком 1941 року, Орденом за заслуги перед народом з срібною зіркою, Орденом братства і єдності з срібним вінком та ін.